# Homes i ratolins
Homes i ratolins (Of Mice and Men) és una novel·la de John Steinbeck publicada el 1937. Narra la història tràgica de dos ranxers que viatgen per Califòrnia en busca de feina durant la Gran depressió.
El compositor Carlisle Floyd li posà música i la convertí en òpera el 1970.